# Michael Somers
Michael Somers (* 2. März 1995 in Antwerpen) ist ein belgischer Leichtathlet, der im Mittel- und Langstreckenlauf an den Start geht.

## Sportliche Laufbahn
Erste internationale Erfahrungen sammelte Michael Somers im Jahr 2019, als er bei der Sommer-Universiade in Neapel im 5000-Meter-Lauf in 14:22,78 min den neunten Platz belegte. Im Dezember startete er bei den Crosslauf-Europameisterschaften in Lissabon und lief dort nach 31:25 min auf Rang 23 ein. 2021 wurde er dann bei den Halleneuropameisterschaften in Toruń im Vorlauf über 1500 Meter disqualifiziert. Im Dezember gelangte er bei den Crosslauf-Europameisterschaften in Dublin nach 30:38 min auf den fünften Platz. 2022 belegte er bei den Hallenweltmeisterschaften in Belgrad in 7:51,65 min den 13. Platz über 3000 Meter. Im August erreichte er bei den Europameisterschaften in München mit 13:57,82 min Rang 23 über 5000 Meter und wurde über 10.000 Meter mit 29:10,13 min 21. Im Dezember gelangte er bei den Crosslauf-Europameisterschaften in Turin nach 30:32 min auf Rang 19 im Einzelrennen. 2024 lief er bei den Europameisterschaften in Rom nach 1:03:20 h auf dem 25. Platz im Halbmarathon ein. Anschließend wurde er bei den Olympischen Sommerspielen in Paris nach 2:10:32 h 22. im Marathon.
2019 wurde Somers belgischer Meister im 5000-Meter-Lauf.

## Persönliche Bestzeiten
- 1500 Meter: 3:39,36 min, 3. Juli 2021 in Heusden-Zolder
  - 1500 Meter (Halle): 3:40,61 min, 13. Februar 2021 in Luxemburg
- 3000 Meter: 7:56,66 min, 6. August 2022 in Löwen
  - 3000 Meter (Halle): 7:48,72 min, 26. Februar 2022 in Louvain-la-Neuve
- 5000 Meter: 13:29,03 min, 2. Juli 2022 in Heusden-Zolder
- 10.000 Meter: 27:53,50 min, 11. Juni 2022 in Leiden
- 10-km-Straßenlauf: 28:52 min, 17. Juni 2023 in Langueux
- Halbmarathon: 1:02:23 h, 29. Januar 2023 in Sevilla
- Marathon: 2:08:09 h, 24. September 2023 in Berlin